# Круглоголовка сітчаста
Круглоголовка сітчаста (Phrynocephalus reticulatus) — вид ящірок родини агамових (Agamidae). Інша назва «круглоголовка Нікольського». Поширений у Центральній Азії. Мешканець пустель. Описано 2 підвиди.

## Опис
Дрібна ящірка із загальною довжиною тіла (L.+ L.cd.) до 11,7 см. Довжина тіла від кінчика морди до клоаки (L.) 51 мм. Хвіст (L.cd.) майже в півтора рази перевищує довжину тулуба з головою: відношення  L./L.cd. складає 0,68—0,91. Маса тіла до 7 г. Верхня поверхня морди досить різко переходить у передню. Передній край морди похилий, ніздрі зверху видно. 

### Лускатий покрив
Луска хребта трохи збільшена, гладенька, з невеликими реберцями, її кінці не загнуті. Грудна луска гладенька. Поперечна складка шкіри на верхній стороні шиї відсутня. Знизу четвертого пальця задньої лапи є 1 поздовжній рядок підпальцевих пластинок з 3—4 невисокими поздовжніми реберцями. Прилегла до підпальцевих пластинок цього пальця луска має витягнуті, сплощені реберця, які утворюють гребінець, розвинений лише на стороні, зверненої до п'ятого пальця. На підпальцевих пластинках третього пальця задньої ноги найрозвиненіші реберця на стороні, поверненої до другого пальцю.
Носові щитки відділені один від одного 1—2 рядами луски. Поперек шапинки 17—23 багатокутніх або заокруглених лусок. Між центральною тім'яною лускою і носовими щитками 6—11 лусок в одному поздовжньому ряду. Верхньогубних щитків 12—19, нижньогубних  — 11—15. Між верхньогубними і дрібними зернистими лусками нижньої повіки 4—5 рядів лусок. 

### Забарвлення
Спина і основа хвоста звичайно мають сіре забарвлення з численними білими в темній облямовці, коричневими або бурими плямами. На загальному строкатому тлі з боків хребта виокремлюються 4 пари світло-коричневих або бурих поперечних смужок, облямованих темним, а також 2 короткі поздовжні смужки позаду голови. Верхня поверхня ніг і хвоста у темних поперечних смужках. Хвіст знизу з 4—5 темними поперечними смужками, нижня сторона його задній третини у живих ящірок червонувато-малинова.

## Поширення
Ареал складається з двох частин. Більша частина охоплює Узбекистан Східний Туркменістан, менша — Північно-Західний Туркменістан.

## Особливості біології
Мешкає звичайно на щільних піщаних, дрібно-щебеневих і щебеневих ґрунтах з рідкою ксерофільною рослинністю. У Південних Кизилкумах зустрічається також у саксаульниках на твердих піщаних ґрунтах з домішкою дрібного щебеню і на вирівняних закріплених пісках. У передгір'ях піднімається на висоту до 300—400 м над рівнем моря. 
У Північно-Західних Каракумах за годинну екскурсію в типових біотопах траплялось від 6 до 17 особин.
У Південних Кизилкумах пробуджується після зимівлі в середині березня. У квітні—травні круглоголовка сітчаста активна протягом дня, у серпні —вересні — з ранку до полудня і після 15—16 годин до заходу сонця. Після зимівлі активність починається вже у середині лютого і триває до початку жовтня. 
При появі небезпеки ховається в дерновинах і кущах або стрімко тікає, у спеку забирається на кущі або залишаються в їх тіні. При зниженні температури і у випадках переслідування на м'яких ґрунтах заривається в пісок. 
Належить до яйцекладних ящірок. Статева зрілість настає вже після першої зимівлі. Відкладання 2—4 яєць (залежно від розмірів самки) відбувається в квітні—травні і вдруге — у червні — на початку липня. Молоді агами довжиною 2,3—2,5 см з'являються з середини червня.
Харчується комахами та іншими дрібними членистоногими, серед яких перше місце по зустрічальності займають мурашки, жуки та їх личинки, в раціоні зустрічаються також прямокрилі, клопи, цикадки, гусінь, личинки мух й мокриці.

## Охорона
Незважаючи на розірваність ареалу стан природних популяцій виду залишається більш-менш стабільним. Саме тому він, згідно Червоного списку МСОП, отримав охоронний статус «відносно благополучний вид»

## Систематика
Описано 2 підвиди. Більшу частину ареалу в межах Узбекистану і крайнього сходу Туркменістану населяє номінативний підвид Phrynocephalus reticulatus reticulatus. На північному заході Туркменістану поширений підвид Phrynocephalus reticulatus bannikovi, який відрізняється від номінативного підвиду трохи довшим хвостом (L./L.cd. складає 0,68—0,81, у номінативного — 0,71—0,91), крутішою передньою поверхнею морди, більшим числом лусок між тім'яними і носовими щитками, більшою ребристістю скроневих лусок. 